# The Movie Channel
The Movie Channel (TMC) é um canal premium da Showtime Networks Inc., subsidiária da Paramount Media Networks, que mostra principalmente filmes, assim como especiais de bastidores, softcore e curiosidades do filme.

## História

### Início
The Movie Channel começou como Star Channel em 1973. Mais tarde na década, foi adquirido pela Warner Communications, e, finalmente, levado para a Warner-Amex Satellite Entertainment.
A rede foi inicialmente oferecida em sistemas Warner Cable, e depois a Warner-Amex QUBE experimental do serviço interativo.
Em janeiro de 1979, Star Channel tornou-se um serviço nacional. Em 1 de dezembro de 1979, o canal foi renomeada para seu atual nome de The Movie Channel.
The Movie Channel também foi o primeiro canal premium para mostrar R-rated filmes durante o dia. Em 1981, a The Movie Channel foi um dos canais premium a transmitir filmes em estéreo.

### Era Viacom
Em 1983, a Warner-Amex juntou The Movie Channel e Showtime, da Viacom,  para formar Showtime/The Movie Channel, Inc. (mais tarde Showtime Networks, Inc.). Em 1985, a Viacom, adquiriu a participação da Warner na Showtime/TMC, tornando-a única proprietária de ambas as redes. Ironicamente, a Warner iria adquirir os rivais HBO e Cinemax alguns anos mais tarde, quando se fundiu com a Time Inc.
Em 1997, a The Movie Channel começou um amplo esforço de rebranding. Por um breve período, The Movie Channel estréia experiências com seus próprios filmes originais. O canal também começou a ser exibida TMC Movie Maraton, que contou com três ou quatro filmes selecionados pelo canal em torno de um tema específico. Como parte dessas maratonas, TMC também ar Double Vision Weekend, uma maratona de filmes de aeração para um fim de semana de cada mês, com dois filmes com o mesmo ator. Além disso, a TMC também começou a correr TMC Fun Facts  (mais tarde conhecido como TMC Reel Stuff) featuring behind-the-scenes factos sobre filmes, bem como curiosidades celebridade. TMC também exibindo curiosidades sobre filmes.
The Movie Channel era originalmente um canal individual, embora parte da Showtime Networks.
Por volta do final da década de 1990 e início de 2000, Showtime começou a oferecer todos os seus canais, como parte do pacote ilimitado Showtime e sistemas de cabos de muitos, com excepção da Comcast, juntamente com os prestadores de satélite DirecTV e Dish Network parou de anunciar The Movie Channel como um canal separado da Showtime Networks e uma vez que só estão disponíveis na TV a cabo digital, muitos sistemas de cabos não ofereceram The Movie Channel para não-assinantes Showtime.
Em 1999, a The Movie Channel lançou um serviço de multiplex, The Movie Channel 2 (renomeado para The Movie Channel Xtra em 2001). TMC dispõe dos serviços pelo multiplex de qualquer um dos principais canais premium, que é um provável motivo por que motivo o canal não faz parte de um pacote separado do Showtime.
Em 2001, a The Movie Channel adicionou TMC First Run Films - filmes estrear novos no canal que nunca foram lançados nos cinemas ou em vídeo ou DVD. TMC também começou a exibir softcore de madrugada, como a Showtime e seu concorrente Cinemax, que começou a tendência de pagar as redes de cabo como uma forma de melhor competir na corrida canal premium.

### Era CBS
Em 2005, a Viacom anunciou a intenção de se dividir apenas seis anos após a Viacom comprar CBS e suas propriedades. A recém-formada CBS Corporation ficou com a Showtime Networks.
Até o 2006 reformular o site oficial The Movie Channel era incomum em que era um dos poucos (se não a única) As redes de cabo, cujo site tinha nenhuma característica especial que seja. O site do canal consistia principalmente de uma programação de filmes ao ar no canal de um mês de antecedência. Isso mudou quando o canal renovou-se em 2006, quando foram adicionados recursos especiais, como uma loja online, um player de vídeo e previews de filmes de exibição no canal.